# 鈴木リズ
鈴木 リズ（すずき りず、1985年5月16日 - ）は、日本のAV監督。メーカー広報部員であり、営業部員でもあり、女性AV監督でもあり、グッズプロデューサーでもあり、モデル、ラウンドガールとしても活動する。桃太郎映像出版に所属。HIPHOP好きで有名で、過去にはニートtokyoの出演経験もある。桃太郎映像出版の独立子会社でもあるプラムの営業も時折こなす。

## 経歴
神奈川県出身。広報・営業活動の傍ら、社員監督として作品制作に携わる。2016年11月に監督としてデビュー。監督作品の「ヤリマンワゴンが行く!!」シリーズにて、AV女優とワゴンに同乗し男漁りの旅をするロードムービー的なアダルトビデオを発表。
2017年11月にAV OPEN〜あなたが決める!セルアダルトビデオ日本一決定戦〜にて監督賞を受賞。
2018年5月に週刊ポスト袋とじにて自身初のフルヌードグラビアデビュー。
2020年8月に主婦の友社より自叙伝「男とか女とかゲイとかレズとかどうでもいいからただ好きな人のそばにいたいだけ。」をリリース。
2021年5月に初プロデュースサプリ「KIVI-001」をリリース。
2023年2月に自身がモデルとなり、初プロデュースのランジェリー「kindRime with Rizu」をリリース。

## 人物
- エロは好きだったが、もともとは監督志望でなく、就職時は広報・営業職に専念したかったが、会議で「監督やってみない？」と振られたことで現場見学、ADを経て、監督となる。この経緯からカメラ操作等は苦手にしており、編集も編集技士に任せている。これは現場見学の際、カメラマンやメイクなど突出した才能のプロフェッショナルが集まって、一つの作品を作るということに感銘を受けたからである[5]。監督は指揮者であり、鈴木においては演出するものではないと捉えている[5]。
- 無類のクマ好きでカレーとチョコレートが大好物[6]。
- 江戸川乱歩ファンで特に好きな作品は「芋虫」と「火星の運河」と「蟲」[7]。
- 趣味は絵画鑑賞、SM(マゾ)。特技はオープンマインド。
- 世界的フェチイベントである「デパートメントH」で、イベントの顔である水槽ガールとして出演したことがある。[8]
- プライベートでの経験人数は200人超え。元々レズビアンであったが、現在はレズビアン寄りのバイセクシャルであることを公表している[9]。
- 村西とおる監督の隠し子という噂があるらしい[10]。
- 2017年12月、G1ホープフルステークスにて万馬券ゲット[11]。
- 崇拝しているマイケル・ジャクソンとマドンナのサインを、転写して左腕上部(左肩の付近)にタトゥーとしていれている。また、太腿に座右の銘として、飯田蛇笏の｢おりとりて はらりとおもき すすきかな｣の詩をタトゥーとして入れており、軽く見えるけれど手に取るとズッシリ重たいススキのような人間になりたいと語っている[12]。

## AV監督作品
メーカーは、すべて桃太郎映像出版。
- 『ヤリマンワゴンが行く!! ハプニング ア ゴーゴー!!  高瀬杏とリズの珍道中』（2016年11月）
- 『GET！！ スピンオフ ヤリマンワゴンが行く！！ ハプニング ア ゴーゴー！！ 河北はるなとリズの珍道中であいのりGET！！』（2017年1月） - 監督DUKE、「ゲット！！」ナンパ師・ヨーデル阿川が出演。
- 『ヤリマンワゴンが行く!! ハプニング ア ゴーゴー!! 川上ゆうとリズの珍道中』（2017年3月）
- 『ヤリマンワゴンが行く!! ハプニング ア ゴーゴー!! 水野朝陽とリズの珍道中』（2017年6月）
- 『ヤリマンワゴンが行く!! ハプニング ア ゴーゴー!! 大槻ひびきとリズの珍道中』（2017年9月）
- 『桃太郎広報部、ヤリマン鈴木リズのリズナンパ !! 清楚な小顔モデル体型スポ根バレー部JKを口説いてAV出演!』（2017年11月）
- 『ヤリマンワゴンが行く!! ハプニング ア ゴーゴー!! 澁谷果歩とリズの珍道中』（2017年12月）
- 『ヤリマンワゴンが行く!! ベスト・セレクション Vol.1』（2018年1月）
- 『ヤレる巨乳人妻エステティシャン 恥じらいながら赤面デビュー 鈴木リズ presents』（2018年2月）
- 『ヤリマンワゴンが行く!! ハプニング ア ゴーゴー!!波多野結衣とリズの珍道中』（2018年3月）
- 『ピアニスト希望の音大生をAVデビューさせたら性に目覚めすぎ！？ 鈴木リズ presents 玉木くるみ』（2018年4月）
- 『ヤリマンワゴンが行く!! ハプニング ア ゴーゴー!!君島みおとリズの珍道中』（2018年6月）
- 『ヤリマンワゴンが行く!! ハプニング ア ゴーゴー!!椎名そらとリズの珍道中』（2018年9月）
- 『ヤリマンワゴンが行く!! ハプニング ア ゴーゴー!!永井みひなとリズの珍道中』（2018年12月）
- 『ヤリマンワゴンが行く!! ハプニング ア ゴーゴー!!篠田ゆうとリズの珍道中』（2019年2月）
- 『ヤリマンワゴンが行く!! ハプニング ア ゴーゴー!!麻里梨夏とリズの珍道中』（2019年5月）
- 『ヤリマンワゴンが行く!! ハプニング ア ゴーゴー!!AIKAとリズの珍道中』（2019年8月）
- 『ヤリマンワゴンが行く!! ハプニング ア ゴーゴー!!蓮実クレアとリズの珍道中』（2019年10月）
- 『ヤリマンワゴンが行く!! ハプニング ア ゴーゴー!!深田えいみとリズの珍道中』（2020年2月）
- 『ヤリマンワゴンが行く!! ハプニング ア ゴーゴー!!永井マリアとリズの珍道中』（2020年6月）
- 『ヤリマンワゴンが行く!! ベスト・セレクション Vol.2』（2020年9月）
- 『ヤリマンワゴンが行く!! ハプニング ア ゴーゴー!!奏音かのんとリズの珍道中』（2020年10月）
- 『ヤリマンワゴンが行く!! ハプニング ア ゴーゴー!!浜崎真緒とリズの珍道中』（2020年12月）
- 『ヤリマンワゴンが行く!! ハプニング ア ゴーゴー!!倉多まおとリズの珍道中』（2021年3月）
- 『ヤリマンワゴンが行く!! ベスト・セレクション Vol.3』（2021年4月）
- 『ヤリマンワゴンが行く!! ハプニング ア ゴーゴー!!ジューン・ラブジョイとリズの珍道中』（2021年3月）
- 『ヤリマンワゴンが行く！！ハプニングアゴーゴー！！晶エリーとリズの珍道中』（2021年7月）
- 『ヤリマンワゴンが行く！！ハプニング ア ゴーゴー！！新村あかりとリズの珍道中』（2021年9月）
- 『ヤリマンワゴンが行く！！ハプニング ア ゴーゴー！！今井夏帆とリズの珍道中』（2021年11月）
- 『ヤリマンワゴンが行く！！ハプニング ア ゴーゴー！！AIKAとリズの珍道中』（2022年12月）
- 『ヤリマンワゴンが行く！！ハプニング ア ゴーゴー！！蘭華とリズの珍道中』（2022年2月）
- 『ヤリマンワゴンが行く！！ハプニング ア ゴーゴー！！北野未奈とリズの珍道中』（2022年5月）
- 『ヤリマンワゴンが行く！！ハプニング ア ゴーゴー！！波多野結衣と大槻ひびきとリズの珍道中』（2022年7月）
- 『ヤリマンワゴンが行く！！ハプニング ア ゴーゴー！！乙アリスとリズの珍道中』（2022年9月）
- 『ヤリマンワゴンが行く！！ハプニング ア ゴーゴー！！翔田千里とリズの珍道中』（2022年11月）
- 『ヤリマンワゴンが行く！！ハプニング ア ゴーゴー！！メロディー・雛・マークスとジューン・ラブジョイとリズの珍道中 』（2023年1月）
- 『ヤリマンワゴンが行く！！ハプニング ア ゴーゴー！！小花のんとリズの珍道中』（2023年3月）
- 『ヤリマンワゴンが行く！！ハプニング ア ゴーゴー！！田中ねねとリズの珍道中』（2023年5月）
- 『ヤリマンワゴンが行く！！ハプニング ア ゴーゴー！！川上ゆうとリズの珍道中』（2023年7月）
- 『ヤリマンワゴンが行く！！ハプニング ア ゴーゴー！！渚みつきとリズの珍道中』（2023年9月）
- 『ヤリマンワゴンが行く！！ハプニング ア ゴーゴー！！斎藤あみりとリズの珍道中』（2023年11月）
- 『ヤリマンワゴンが行く！！ハプニング ア ゴーゴー！！小梅えなとリズの珍道中』（2024年1月）
- 『ヤリマンワゴンが行く！！ハプニング ア ゴーゴー！！友田彩也香とリズの珍道中』（2024年3月）
- 『ヤリマンワゴンが行く！！ハプニング ア ゴーゴー！！森沢かなとリズの珍道中』（2024年5月）
- 『ヤリマンワゴンが行く！！ハプニング ア ゴーゴー！！橘メアリーとリズの珍道中』（2024年6月）
- 『ヤリマンワゴンが行く！！ハプニング ア ゴーゴー！！AIKAと大槻ひびきと波多野結衣とリズの珍道中』（2024年9月）
- 『ヤリマンワゴンが行く！！ハプニング ア ゴーゴー！！森日向子とリズの珍道中』（2025年1月）
- 『ヤリマンワゴンが行く！！ハプニング ア ゴーゴー！！藍芽みずきとリズの珍道中』（2025年3月）

## 著書
- 「男とか女とかゲイとかレズとかどうでもいいからただ好きな人のそばにいたいだけ。」2020年8月28日発売　主婦の友社出版

## 音楽活動
- Chu! Chu! Chu! / 広報女子 & The Rawgunz（feat.リズ） Plum Records 2016年
- 愛しのマシュマロッパ / ミキティ＆ザ・ローガンズ（feat.リズ）Plum Records  2016年
- Cho Wavy De Gomenne ドM Remix (M嬢バージョン(model.リズ) / K-JACK Youtube 2017年
- Cho Wavy De Gomenne ドM Remix (女王様バージョン) / K-JACK Youtube 2017年
- ピッピ400 / Repezen Foxx Youtube 2022年
- そのままで / BANJI Youtube 2025年

## 出演

### インターネット番組
- チャンネル生回転TV Midnightザップ! （AbemaTV 2016年）
- スリルな夜 （AbemaTV・2017年）
- テリー伊藤と訳あり女 （MONDO TV 2017年）
- トイズハートプレゼンツ「ハートの部屋（仮）」（8月11日）
- 極楽とんぼのKAKERUTV （AbemaTV 2017年）
- 淫らなラジオ （AbemaTV・2017年）
- 【バラステ】ひとりと佳代子と気になるお嬢 #3（AbemaTV・2019年）
- 他人のSEXで生きてる人々３～女性AV監督・鈴木リズ（スカパー！・2020年）
- 街録ch〜あなたの人生、教えて下さい〜（YouTube番組、2021年）
- Repezen Foxx主催イベント 「炎上万博」（2022年）

### Webサイト
2015年
- 日刊SPA! 8月19日掲載 新・美しすぎるAV広報3人が「総選挙」で骨肉の争い

2016年
- しらべぇ 7月2日掲載 アニヲタ・元ヤン・先生は処女好き？AVでは「処女より熟女」の傾向も
- しらべぇ 7月9日掲載 4人に1人の女子は「抱かれたい夜」がある！人妻AVの供給源にも？
- しらべぇ 8月3日掲載 最悪すぎる！他人妻を孕ませる「托卵男子」は1割に迫る

2017年
- デラべっぴんR 8月17日掲載 トイズハートプレゼンツ・アダルト業界ニコ生放送詳細レポート！
- DRESS 10月31日掲載 【セックスの体位】彼も私も気持ちよく！　2018年の恋愛運を高めるセクシーポジション
- デラべっぴんR 11月16日掲載　【AVOPEN2017大量画像フォトレポート！】感動のシーン、感涙のコメントを早くもプレイバック！　今年も数々の名シーンが見られたAVOPEN2017を大量画像で振り返る！
- messy 11月27日掲載 AV OPEN2017監督賞受賞！ セクシー監督・鈴木リズの『ヤリマンワゴン』シリーズはM女必見

2018年
- DRESS 1月24日掲載 セックスレスの出口は、日常生活にも転がっている
- GENXY 2月15日掲載 正面×愛とセックス vol.17 -30代 バイセクシャル AV監督-
- 日刊SPA! 6月19日掲載 自称「ヤリマン女流AV監督」鈴木リズさんに「真のヤリマン」について聞いてみた＜動画インタビュー＞

2019年
- 新R257月9日掲載　女性AV監督・鈴木リズが語るプライドと野望「性の教科書になるAVをつくりたい」

2020年
- FREEZIN7月28日掲載　鈴木リズ インタビュー | 男性も女性も、自分らしく好きなものを好きと言える社会にしたい。
- JTAG7月19日、7月26日、8月1日掲載　鈴木リズインタビュー

### YouTube
2019年
- Nobita from Japan7月28日掲載公開　Being a Porn Director in Japan (Interview)

2020年
- ニートTokyo8月順次公開
- おとこ【知識】男が女性A◯監督の鈴木リズに生理の辛さを学んでみた！！9月4日公開
- おとこ【工口知識】鈴木リズにA○女優のギャラ聞いてみた！！！9月5日公開
- おとこ【知識】女性A◯監督の鈴木リズに夜の営みが上手くなる方法を学んでみた！！！9月6日公開が・さっchannel「感激❤️大人気A◯の監督とコラボ!!」9月14日公開
- さっchannel「A◯撮影をしました！！」9月15日公開
- FREEZINE【酩酊のピーポー#0008】10月13日公開
- FREEZINE【酩酊のピーポー#0009】10月16日公開
- しろねこみゃあこ「実際のA○撮影現場がこちらです」10月18日公開
- しろねこみゃあこ【ガチ】A○面接受けてきました10月21日公開
- FREEZINE【酩酊のピーポー#0010】10月30日公開
- 情熱兄弟 -Passion Brothers-（前編）11月7日公開
- 情熱兄弟 -Passion Brothers-（後編）11月14日公開
- ラムタラグループ公式チャンネル≪はなちゃんねる≫第六弾12月14日公開

2021年
- 街録ch11月3日公開
- Oto Inc.（ネットラジオ）5月8日公開
- ジューン・ラブジョイwith Love&Joy2月26日公開
- ソクミルTV【ｘｘ業界人プロファイル】（最終回）2月25日公開
- ソクミルTV【ｘｘ業界人プロファイル】（Part.3）2月18日公開
- ソクミルTV【ｘｘ業界人プロファイル】（Part.2）2月18日公開
- ソクミルTV【ｘｘ業界人プロファイル】（Part.1）2月18日公開

## 新聞・雑誌掲載
2015年
- TSUTAYAフリーペーパーAflo 10月15日号

2016年
- 週刊SPA! 8月22日発売号
- TSUTAYAフリーペーパーAflo 9月20日号
- サンケイスポーツ 10月19日号

2017年
- 裏モノJAPAN 5月24日発売号
- 週刊SPA! 9月12日発売号
- 週刊ポスト 11月17日発売号

2018
- CIRCUS MAX 1月10日発売号
- 月刊DMM 1月22日発売号
- 週刊SPA! 2月6日発売号
- 週刊SPA! 3月6日発売号
- 夕刊フジ 4月4日発売号
- 夕刊フジ 4月11日発売号
- 夕刊フジ 4月18日発売号
- サンケイスポーツ 5月28日発売号
- 週刊ポスト 5月28日発売号
- スポーツニッポン 6月20日発売号
- 月刊DMM 7月21日発売号
- 週刊大衆 8月27日発売号
- 週刊実話 12月20日発売号

2019年
- TOKYO GRAFFITI 7月23日発売号

2020年
- 花魁Vtuber由宇霧 みんなで学ぶ性教育 5月5日

2021年
- 実話ナックルズウルトラvol.12 2月15日発売号
- サンケイスポーツ 6月16日発売号

## 連載・コラム
- デイリースポーツ アダルトメーカー美人広報業界ナイショ話 2015年～
- 東京スポーツ リズの撮影現場潜入記 2016年～
- 日刊スポーツ リズのAV漬け 2016年～
- サンケイスポーツ 2017年3月～
- DRESS 2017年10月～
- ゲオTVアダルトニュースメディアMANGO 2020年7月～